# Alfredo Lugo
Alfredo Lugo (Acarigua, 21 de abril de 1939 - Caracas, 15 de septiembre de 2024) fue un cineasta venezolano, conocido por sus películas pertenecientes a la Época de Oro del cine venezolano.

## Biografía
Nacido en Acarigua, Estado Portuguesa, fue uno de los artífices del boom del cine venezolano de los 70 y 80.Entre sus películas más importantes se encuentran Los muertos sí salen (1976), Los tracaleros (1977), ambas protagonizadas por Toco Gómez, y El reconcomio (1979), protagonizada por Joselo. Fue además pintor y guionista.
En 2006 le fue otorgado el Premio Nacional de Cine.

## Legado
Su película Los muertos sí salen (1976) fue votada como una de las mejores películas venezolanas de todos los tiempos en una encuesta de 1987 a 29 expertos organizada por la revista Imagen. También forma parte de una de las 15 películas consideradas patrimonio cinematográfico de Venezuela por la UNESCO, e incluida en el Programa Memoria del Mundo.

## Filmografía
- Un tiro en la espalda, 2016
- La hora del tigre, 1985
- El reconcomio, 1979
- Los tracaleros, 1977
- Los muertos sí salen, 1976
- Asesinato en el bloque uno, 1973